# Karl Hermann Frank
Karl Hermann Frank, född 24 januari 1898 i Karlsbad i Österrike-Ungern, död 22 maj 1946 i Prag i Tjeckoslovakien, var en sudettysk nazistisk politiker och SS-general. Han var statssekreterare i riksprotektoratet Böhmen-Mähren mellan 1943 och 1945. Frank uppnådde tjänstegraden Obergruppenführer (general) 1943.
Som repressalieåtgärd för Reinhard Heydrichs död 1942 gav Frank order om att den tjeckiska byn Lidice skulle ödeläggas. Efter andra världskriget dömdes Frank till döden av en tjeckoslovakisk domstol och avrättades.

## Tidig karriär
Karl Hermann Frank var son till folkskolläraren Heinrich Frank och dennes hustru Paula, född Eberhardt. Efter att enligt egen uppgift ha blivit ratad vid mönstringen på grund av en synnedsättning på höger öga tjänstgjorde Frank under slutet av första världskriget (1918) vid den österrikisk-schlesiska gränsbevakningen vid sidan av sitt arbete som tjänsteman vid ett stålverk i Witkowitz. Han blev redan 1919 medlem och aktiv inom det senare förbjudna sudettyska nazistpartiet Sudetendeutsche Nationalsozialistische Partei. År 1921 fick han anställning i födelsestaden Karlsbad, dit han återvände och 1925 ingick äktenskap med Anna Müller (född 1899). I äktenskapet resulterade föddes två söner.
Frank fortsatte sitt politiska engagemang, och drev från 1925 på fritiden ett nationalistiskt bokförlag samt bokhandeln Buch & Kunst K.H. Frank. År 1933 gav sig Frank på allvar in i den sudettyska politiken; han blev lokal partichef i det av gymnastikläraren Konrad Henlein grundade Sudetendeutschen Heimatfront, som den 19 maj 1935 omvandlades till Sudettyska partiet (SdP). År 1935 invaldes Frank i den tjeckiska riksdagen för SdP, blev följande år Henleins ställföreträdare som ledare i Sudetlandet för det med Nationalsocialistiska tyska arbetarepartiet (NSDAP) förenade SdP. Efter Münchenkonferensen 1938, då Tjeckoslovakien tvingades avstå Sudetlandet till Tyskland, gick Frank med i NSDAP och utnämndes till ställföreträdande Gauleiter (under Henlein) i den nya tyska provinsen. Frank blev även medlem i Schutzstaffel (SS) och gavs tjänstegraden Brigadeführer.

## Andra världskriget
Efter den tyska inmarschen i Tjeckoslovakien den 15 mars 1939 utsågs Frank till statssekreterare för riksprotektoratet Böhmen-Mähren, närmast underställd riksprotektorn Konstantin von Neurath. I denna egenskap var det han som bar ansvaret för att 30 000 tjecker transporterades till Tyskland för att utnyttjas som tvångsarbetare. Därtill befordrades Frank till SS-Gruppenführer och blev chef för ockupationsmaktens polisväsen (Höherer SS- und Polizeiführer Böhmen und Mähren) i det på papperet fortfarande självständiga landet. I februari 1940 skilde sig Frank från sin hustru Irma och gifte redan i april om sig med läkaren Karola Blaschek (1913–1982), som var medlem i Sudetendeutsche Partei. Paret fick en son och två döttrar.
Efter mordet på ställföreträdande riksprotektorn Reinhard Heydrich i maj 1942 ökade Franks inflytande även om Kurt Daluege blev Heydrichs formelle efterträdare. Den sistnämnde saknade dock Franks ingående kunskaper om land och folk. Tillsammans beordrade Daluege och Frank att de tjeckiska byarna Lidice och Lezáky skulle utplånas som hämnd för mordet på Heydrich. 
Efter von Neuraths avsked och Dalueges pensionering 1943 blev Frank som chef över de repressiva organen protektoratets reelle härskare, även om Wilhelm Frick innehade titeln som riksprotektor 1943-1945. Frank befordrades 21 juni 1943 till SS-Obergruppenführer, och 1 juli 1944 även till general i Waffen-SS och polisen. Från 20 augusti 1943 var han upphöjd till rang av tysk statsminister för Böhmen-Mähren, vilket var jämställt med riksminister. 
Frank förde en veritabel terrorregim mot den tjeckiska civilbefolkningen. I protokollen från Nürnbergprocessen står antecknat att Frank 1942 emottog en tjeckisk delegation som hemställde hos honom att landets högre läroanstalter åter skulle få öppnas. Frank svarade då cyniskt "Om kriget vinns av England, då kan ni öppna era universitet själva; om Tyskland vinner, då kommer en femårig grundskola att vara tillräcklig för er". Han fullföljde också, i egenskap av lokal chef för Gestapo och SS, Wannseekonferensens planer mot judarna. Omkring 70 000 av de uppskattningsvis 120 000 tjeckiska judarna mördades eller omkom. Frank förnekade för sin del under rättegången efter kriget kännedom om att 38 000 av fångarna vid Theresienstadt skulle ha transporterats till Auschwitz-Birkenau.

## Rättegång och död
I andra världskrigets slutskede flydde Frank och överlämnade sig 9 maj 1945 i staden Pilsen till amerikanska trupper, men blev utlämnad till de tjeckiska myndigheterna. Frank ställdes inför rätta som krigsförbrytare inför en folkdomstol i Prag. Rättegången pågick i tre månader, och åtalspunkterna hänförde sig i huvudsak till Lidice. Han försvarades av den tjeckiske advokaten Kamil Rössler, som förgäves försökt avsäga sig uppdraget men med vars insats Frank själv uppges ha varit nöjd. 
Försvaret inriktade sig dels på att Frank åtnjöt folkrättslig immunitet gentemot den tjeckoslovakiska staten, dels på att Frank inte kunde åläggas ett garantansvar för allt vad enskilda tyska befattningshavare gjorde sig skyldiga till. Frank befanns skyldig enligt åtalspunkterna och dömdes till döden. Han avrättades genom hängning på gården i fängelset Pankrac i maj 1946 inför en åskådarskara på 500 personer. Frank begravdes i en anonym grav på Ďáblice-kyrkogården i Prag.

## Befordringshistorik
| Datum           | Tjänstegrad                                                |
| --------------- | ---------------------------------------------------------- |
| 1 november 1938 | SS-Brigadeführer (inträdde i SS med denna tjänstegrad)     |
| 9 november 1939 | SS-Gruppenführer und Generalleutnant der Polizei           |
| 21 juni 1943    | SS-Obergruppenführer und General der Waffen-SS und Polizei |

## Utmärkelser i urval
- Järnkorset av andra klassen (1939)
- Krigsförtjänstkorset av andra klassen med svärd
- Krigsförtjänstkorset av första klassen med svärd
- NSDAP:s partitecken i guld
- Såradmärket i svart (1939)
- Hitlerjugends gyllene hedersutmärkelse med eklöv
- Storkorset av Kungariket Ungerns förtjänstorden (5 januari 1942)[5]
- Storkorset av Slovakiska segerkorset (mars 1943)
- Tyska Röda korsets förtjänstkors av andra klassen
- Sudetenlandmedaljen (Medaille zur Erinnerung an den 1. Oktober 1938) med Pragspännet
- Hedersärmvinkel
- NSDAP:s tjänsteutmärkelse i silver
- SS-Ehrenring (Totenkopfring)
- SS Hederssvärd (Ehrendegen des Reichsführer-SS)
- Anschlussmedaljen (Medaille zur Erinnerung an den 13. März 1938)
- Krigsförtjänstkorsets riddarkors (Ritterkreuz des Kriegsverdienstkeuzes) utan svärd (1 maj 1945)

## Bilder

Karl Hermann Frank (till höger) och Reinhard Heydrich i Prags slott, Pražský hrad, år 1941.
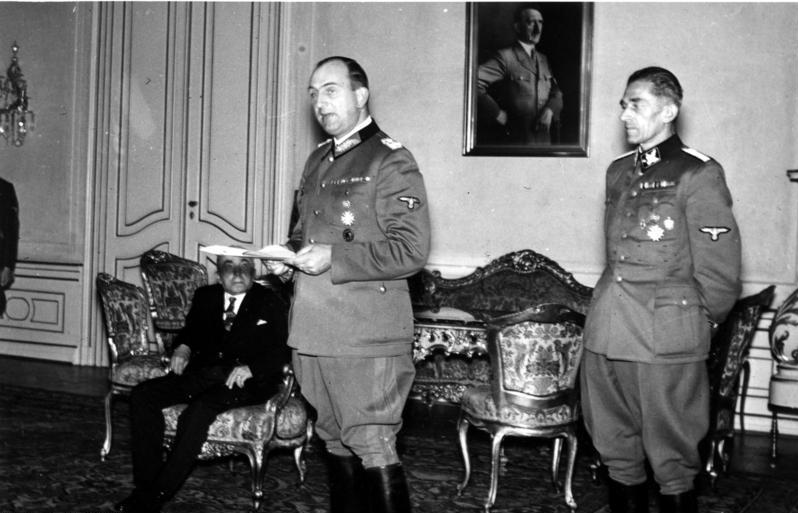
Karl Hermann Frank (till höger) och riksprotektor Kurt Daluege i september 1942. Sittande till vänster, president Emil Hácha.
Karl Hermann Frank (till höger) med sin hustru Karola i mars 1943. De övriga är Emanuel Moravec och Emil Hácha.
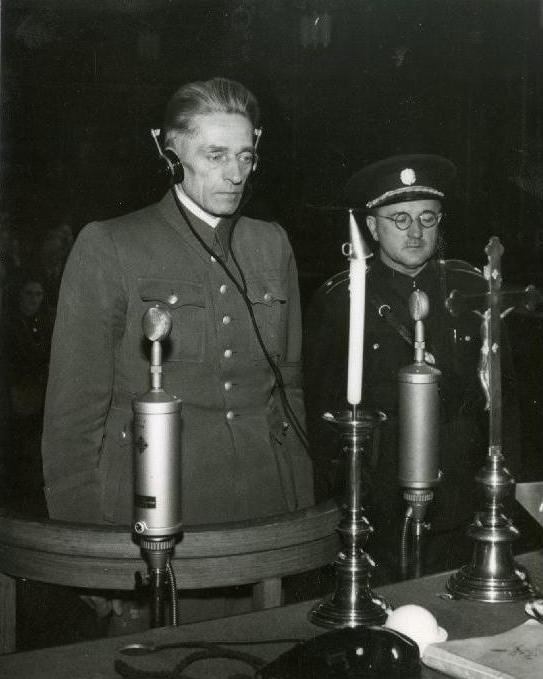
Karl Hermann Frank inför rätta i maj 1946.